# Trockener Steg

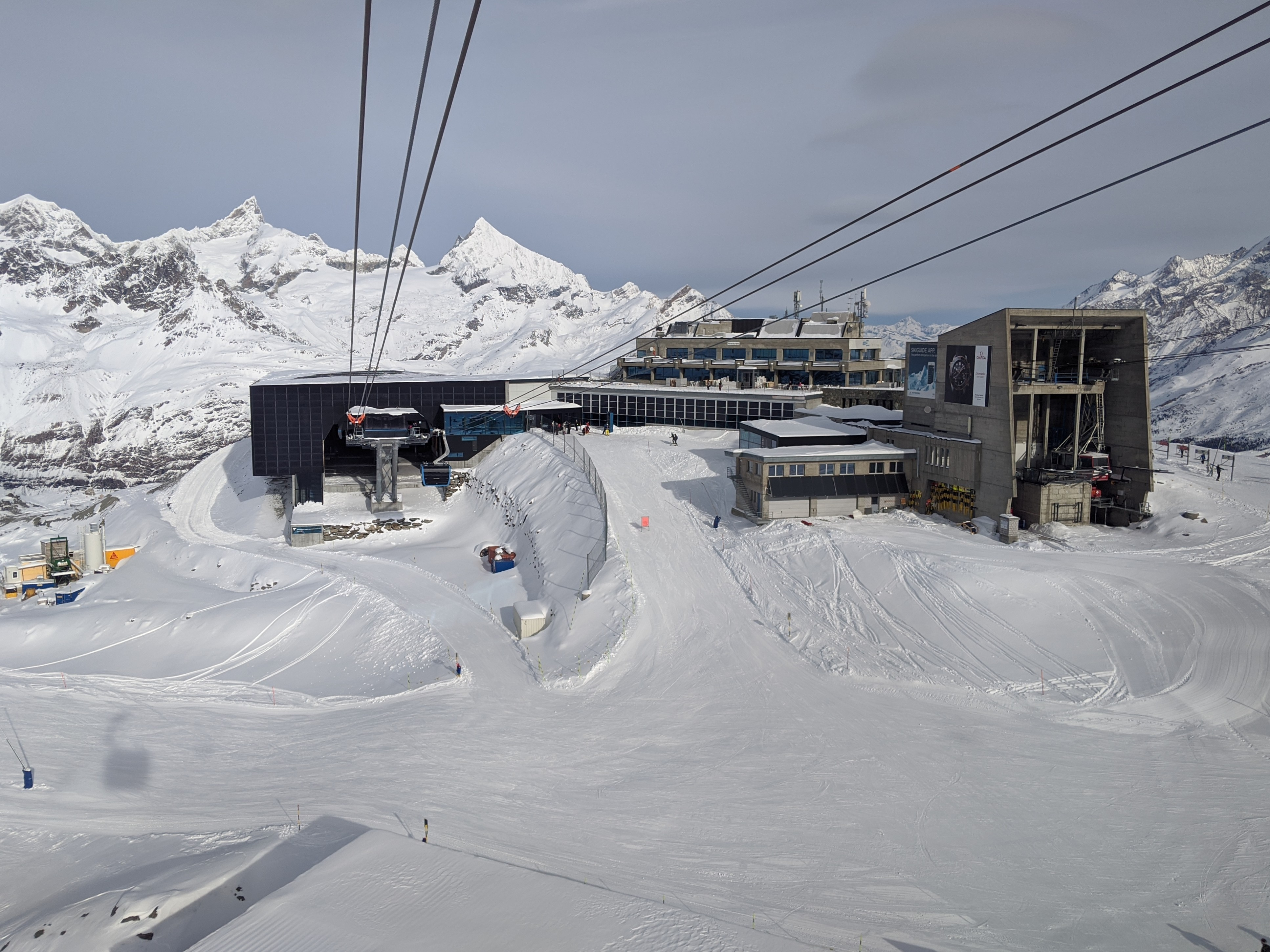
Seilbahnstation Trockener Steg

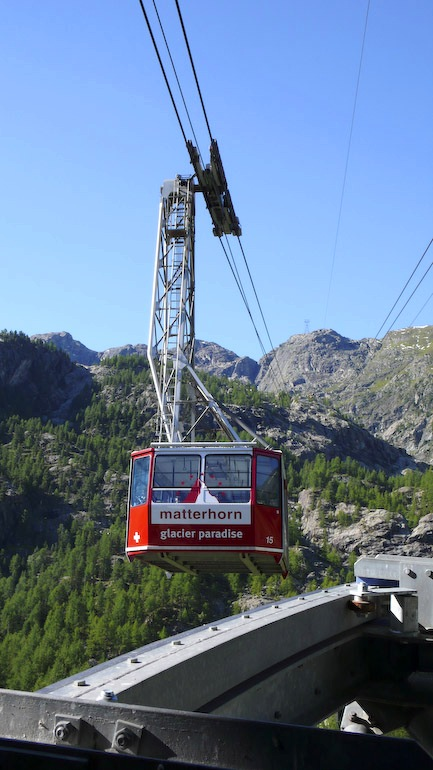
Seilbahn Furi – Trockener Steg

Trockener Steg, auch Trockner Steg genannt, ist ein Bergrücken in den Walliser Alpen. Der Rücken liegt auf 2900 bis 3000 m. Trockener Steg befindet sich wenige Kilometer von Zermatt und 3 km vom Furggsattel entfernt. Die Gletscherzunge des Theodulgletscher liegt ungefähr ein Kilometer von der Bergstation Trockener Steg entfernt. Trockener Steg liegt auf südlicher Seite mehr als 1000 m über dem sich weiter nördlich befindenden Gornergletscher. Die Hänge dort sind recht steil. Auf östlicher Seite steigt das Plateau nur leicht an, bis es nach 2 km horizontaler Länge schliesslich eine Höhe von 3300 Metern erreicht. Danach erhebt sich die Pyramide des Klein Matterhorn abrupt in eine Höhe von 3885 m. Die Felswände in diesem Gebiet sind mehrheitlich verfirnt und sehr steil. An der südlichen Seite steigt der Theodulgletscher leicht an, bis das Gelände auf 3400 m (Plateau Rosa), wo sich die Landesgrenze zwischen Italien und der Schweiz befindet, wieder abfällt.
Auf westlicher Seite fällt das Plateau mässig steil ab.

## Geschichte
- 1955: Gründung der LZS (Luftseilbahn Zermatt – Schwarzsee)
- 1955/56: Bau der Luftseilbahn Zermatt – Furi – Schwarzsee
- 1962: Bau der Luftseilbahn Furgg – Schwarzsee
- 1962–1965: Bau der Luftseilbahn Zermatt – Furi – Furgg – Trockener Steg
- 1979: Eröffnung der Luftseilbahn auf das Kleine Matterhorn
- 1982: Bau der Sechser Gondelbahn Zermatt – Furi und der Luftseilbahn Furi – Trockener Steg
- 1990: Bau Sessellift Furgg – Sandiger Boden – Theodulgletscher
- 1991: Eröffnung der Gruppen-Gondelbahn Furgg – Schwarzsee als Ersatz der alten Luftseilbahn
- 2002: Eröffnung der Achter Gondelbahn Matterhorn-Express Zermatt – Furi – Schwarzsee
- 2003: Eröffnung des neuen Sessellifts Furggsattel. Die Furggsattel Gletscherbahn ist die erste Sesselbahn, welche auf einem Schweizer Gletscher gebaut wurde. Sie ist die längste Gletschersesselbahn Europas. Die Bergstation steht auf italienischem Boden.
- 2009: Bau der Verlängerung des Matterhorn-Expresses von Schwarzsee via Furg auf Trockener Steg. Diese Bahn ersetzt die alte Gondelbahn von 1965 von Furgg nach Trockener Steg sowie die Gruppen-Gondelbahn Furgg – Schwarzsee. Mit der neuen Bahn ist der Trockener Steg in 25 Minuten ohne Umsteigen zu erreichen.
- 2018: Eröffnung der neuen 3S-Bahn-Umlaufbahn aufs Klein Matterhorn

## Kurioses, Rekorde und Details
- Das Bergrestaurant von Trockener Steg ist eines der höchsten in Europa.
- Trockener Steg ist der drittkälteste bewohnte Ort der Westalpen. Nur das Jungfraujoch und das Kleine Matterhorn sind noch kälter. Die Resultate beruhen auf Rekorden, nicht auf Durchschnittswerten.
- Von Trockener Steg führt eine Seilbahn auf das Kleine Matterhorn, der höchsten Seilbahnstation Europas.
- Der längste Schlepplift der Welt, der Skilift Gandegg (Zermatt), liegt hier.
- Vom Trockenen Steg hat man eine Aussicht auf mehr als 30 Viertausender.
- Das Sommerskigebiet Trockener Steg–Klein Matterhorn ist das größte in Europa.

Koordinaten: 45° 58′ N, 7° 43′ O; CH1903: 621981 / 91130